# Мосіна Марія Іванівна
Марія Іванівна Мосіна, до шлюбу Павловичева (10 вересня 1931, сел. Дубровський, Болховський район, Орловський округ, Центрально-Чорноземна область, СРСР — 25 вересня 2024) — доярка колгоспу імені Горького Болховського району Орловської області, Герой Соціалістичної Праці (1966).

## Біографія
Народилася 10 вересня 1931 року в селищі Дубровський, Болховський район, Орловський округ, Центрально-Чорноземна область (нині Багриновськое сільське поселення, Болховський район, Орловська область).
Працювати почала 1 січня 1945 року в колгоспі імені Горького Болховського району — спочатку в полі, потім дояркою на Дубровській молочно-товарній фермі (МТФ), де пропрацювала 18 років, після шлюбу на рік повернулася в рільництво, а потім знову перейшла працювати дояркою — вже на Багриновську МТФ. Учасниця Виставки досягнень народного господарства (ВДНГ) СРСР, нагороджена Малою срібною медаллю. У 1963 році вступила в КПРС.
Указом Президії Верховної Ради СРСР від 22 березня 1966 року «за досягнуті успіхи у розвитку тваринництва, збільшення виробництва і заготівель молока та іншої продукції» Павловичева Марія Іванівна удостоєна звання Героя Соціалістичної Праці з врученням ордена Леніна і Золотої медалі «Серп і Молот».
Делегатка XXIII з'їзду КПРС (1966). Обиралася депутаткою Орловської обласної (з 1963 року) і Болховської районної (1955—1963) Рад депутатів.
У 1986 році вийшла на пенсію, з 1988 року — персональна пенсіонерка союзного значення. Рішенням Волховської районної Ради народних депутатів № 259-рс від 18.06.2013 року удостоєна звання «Почесний громадянин Волховського району».
Нагороджена орденом Леніна (22.03.1966), медалями.